# The Burren

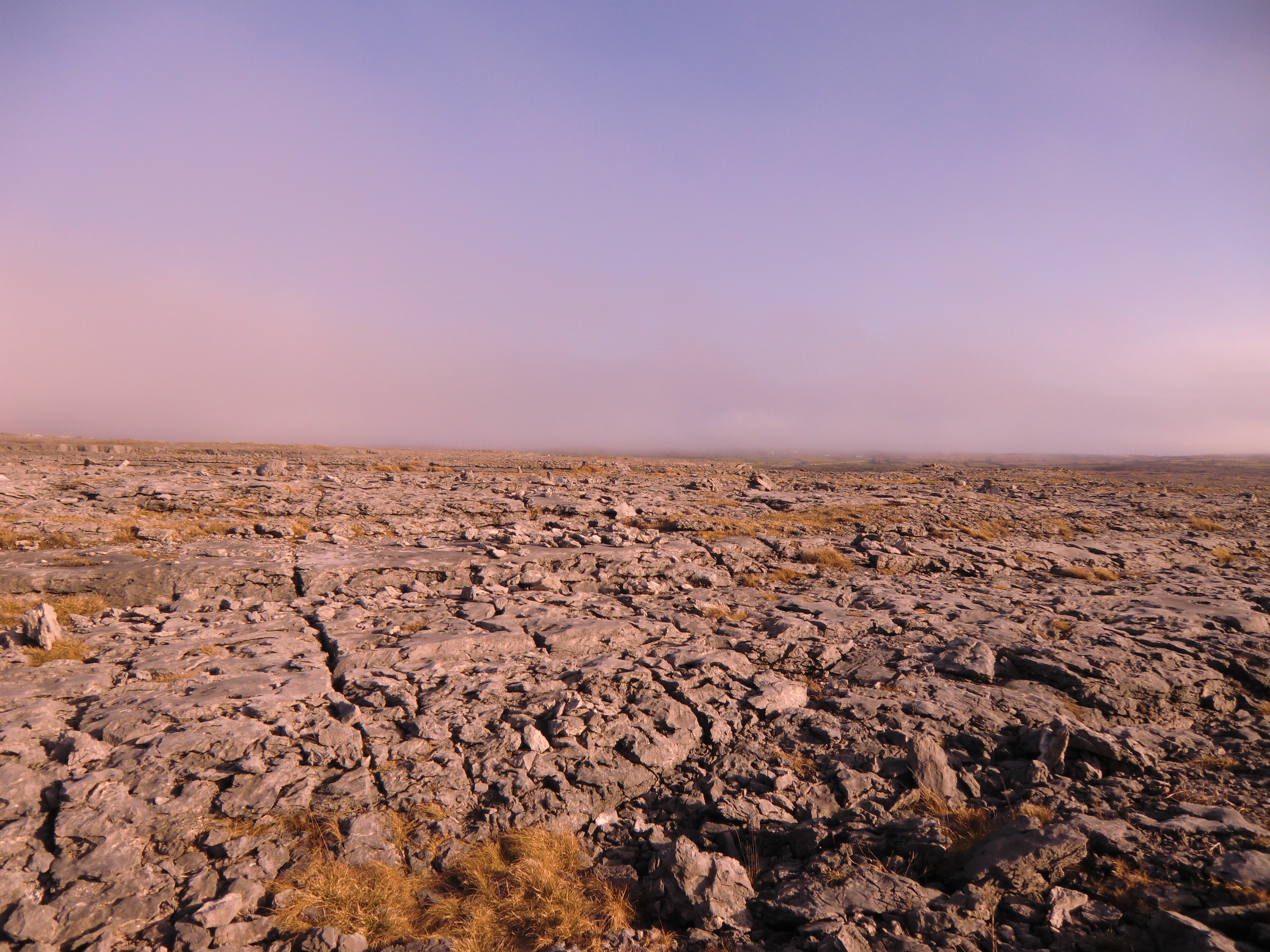
The Burren al crepuscle

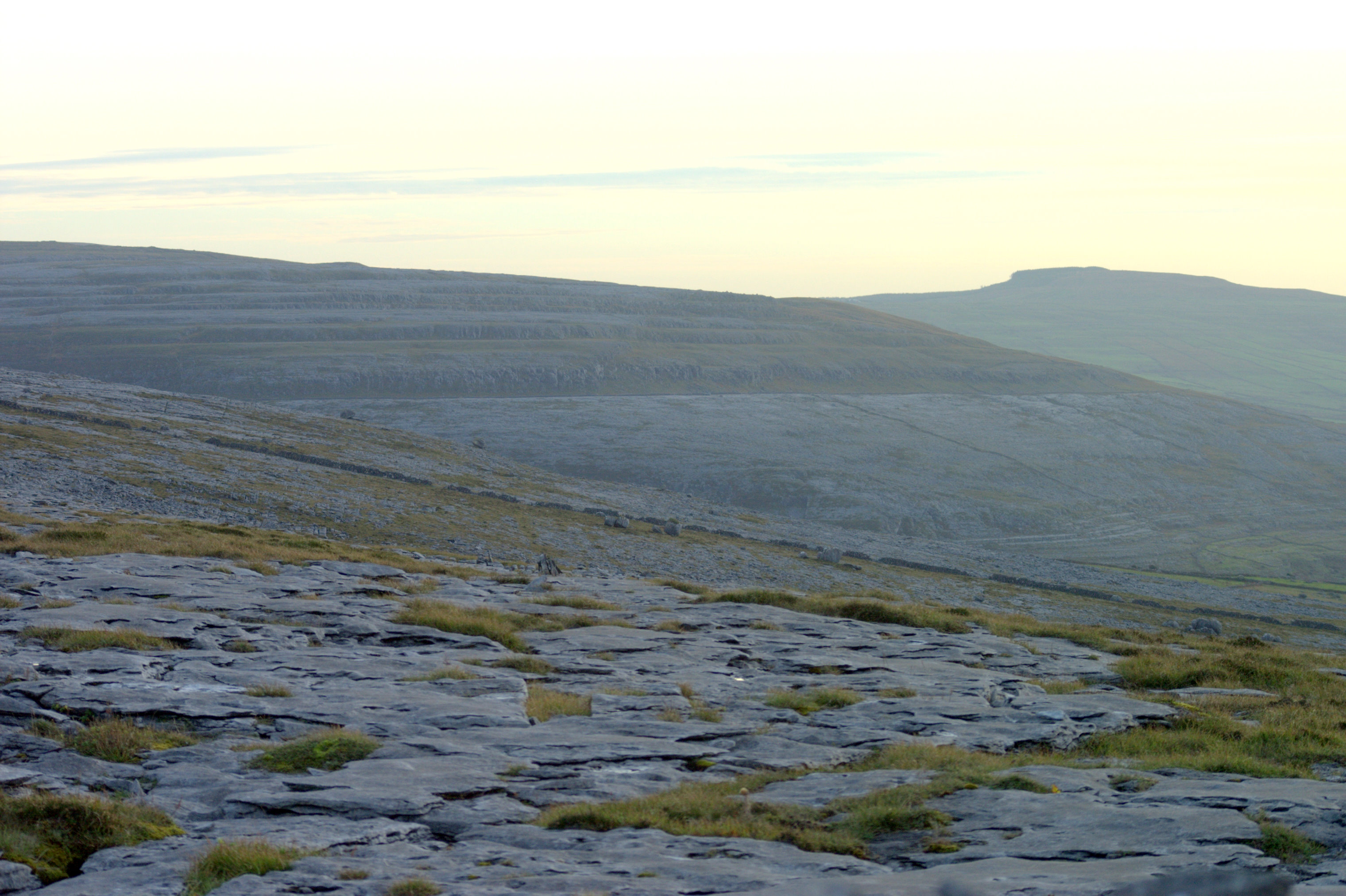
Turons càrstic de The Burren

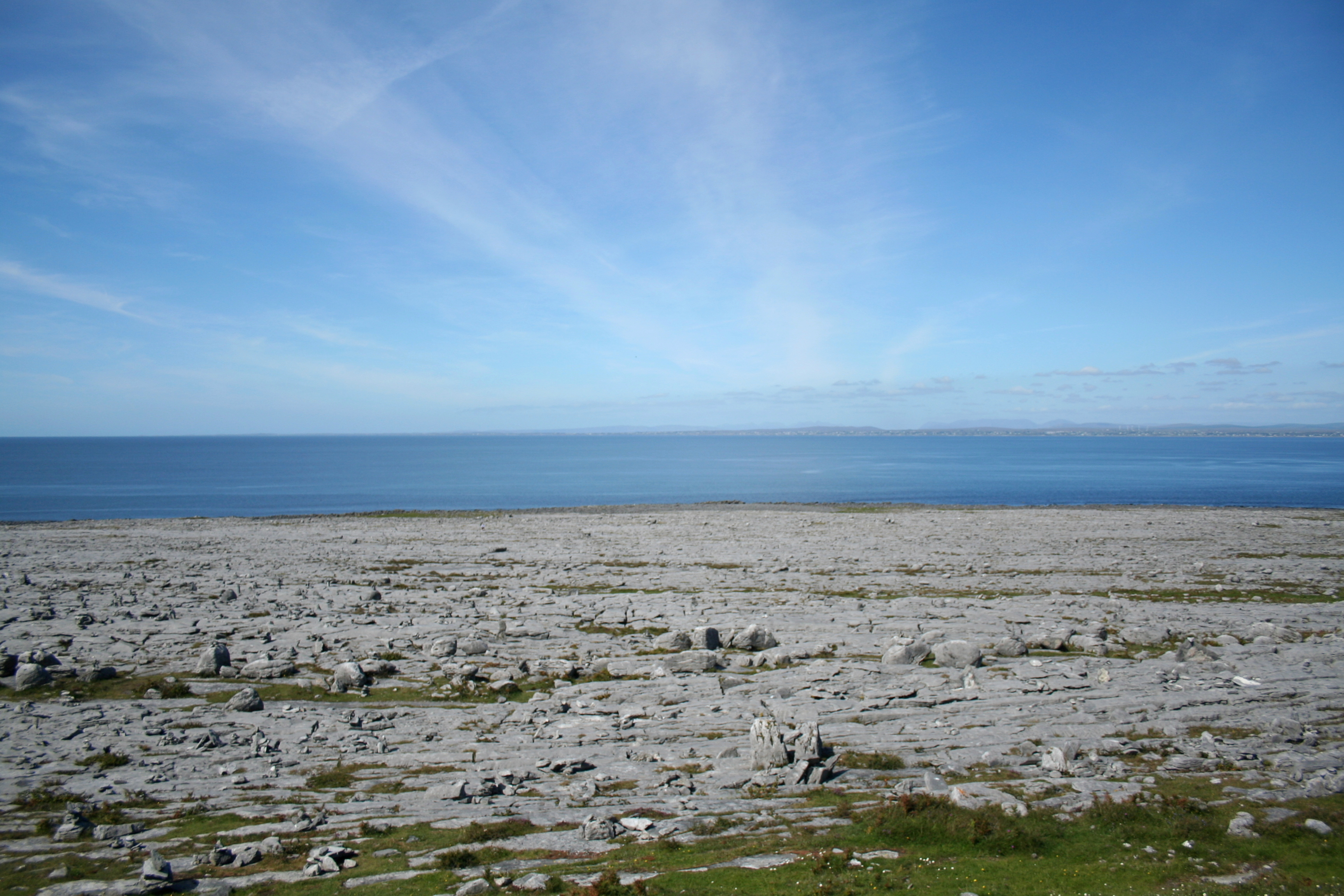
El paisatge de The Burren amb la badia de Galway al fons

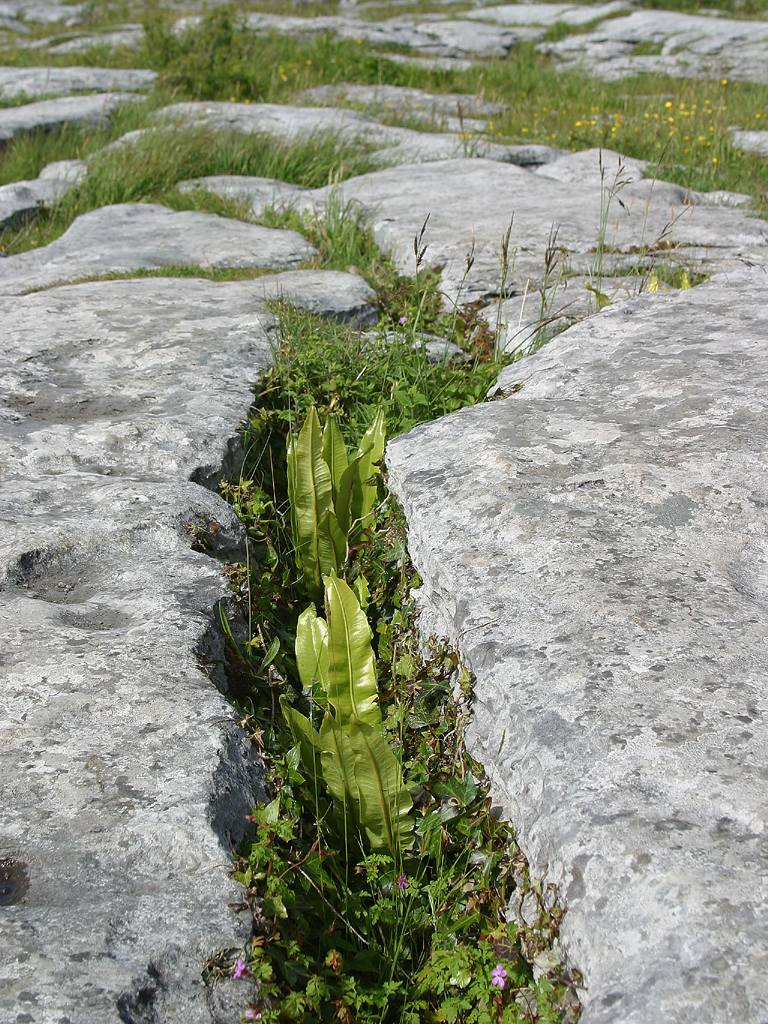
Plantes que neixen entre les escletxes de la roca

The Burren (en irlandès: Boireann, que significa 'gran roca', Boirinn, la forma de datiu, és la forma moderna utilitzada per l'Ordnance Survey) és una regió de paisatge càrstic, al nord-oest del comtat de Clare, a Irlanda. És un dels paisatges càrstics més grans d'Europa. La regió té una superfície aproximada de 250 quilòmetres quadrats i es troba inclosa dins del cercle més o menys delimitat pels pobles de Ballyvaughan, Kinvara, Tubb, Corofin, Kilfenora i Lisdoonvarna. És limitat per l'Atlàntic i la badia de Galway a l'oest i nord, respectivament.
Una petita porció de The Burren ha estat catalogada com a Parc Nacional. És un dels sis parcs nacionals de la República d'Irlanda i el de menor grandària (15 km²).
L'ús de l'article determinat (the) és un element que ha estat sovint posat en qüestió.

## Història
La zona de The Burren formava part del territori de Corco Modhruadh, que significa 'llavor o persones de Modhruadh', que tenia la mateixa extensió que la diòcesi de Kilfenora. En algun moment al voltant del segle xii, el territori es va dividir en dues parts: Corco Modhruadh Iartharach (Corcomroe de l'oest) i Corco Modhruadh Oirthearach (Corcomroe de l'est), també coneguda com a Boireann, que a finals del segle xix es va convertir en baronies de l'administració anglesa de Corcomroe i Burren, respectivament. El clan O'Loughlin va governar Boireann fins a mitjans del segle xvii amb el central castell de Gragans. El cap de la família era conegut en els últims temps com el príncep de Burren i els membres del clan eren enterrats a la tomba familiar prop de l'altar de l'abadia Corcomroe. Els parents del clan dels O'Connor (O Conchubhair) van governar Corco Modhruadh Oirthearach des del castell de Liscannor. Els pobles i ciutats es troben dins del territori medieval de Boireann i inclouen Lisdoonvarna, Ballyvaughan, New Quay /Burrin, Noughaval, Bealaclugga, Carron i Fanore/Craggagh.
The Burren és un territori ric en llocs històrics i arqueològics. Hi ha més de 90 sepulcres megalítics, entre els quals destaca el dolmen de Poulnabrone; també és destacable una creu celta al poble de Kilfenora, i una sèrie de fortaleses rodones, entre les quals el fort amb triple anell de Cahercommaun a la vora d'un penya-segat cap a l'interior, i l'excepcional estat de conservació de Caherconnell Stone Fort. L'abadia n'és un dels principals llocs d'interès paisatgístics de la zona.

## Geologia
Els turons de The Burren estan compostos de pedra calcària amb esquerdes que la travessen, conegudes com a "grykes", cosa que fa que quedin roques aïllades anomenades "clints". La regió acull plantes d'origen àrtic, mediterrani i alpí, gràcies a un inusual medi ambient. Les calcàries daten de l'època Visean (Carbonífer Inferior), formades com a sediments en un mar tropical fa uns 350 milions d'anys, i es comprimeixen en estrats horitzontals amb els coralls fòssils, els crinoides, els eriçons de mar i ammonites. Després de la glaciació en la fase Namurian, aquest mar es va anar assecant. El resultat és que Burren és un dels millors exemples d'un paisatge de glaceres-carst al món. Els efectes de l'últim període glacial (el Midlandian) són més evidents, amb Burren envaït pel gel durant la glaciació. L'impacte de la carstificació anterior (erosió per dissolució) ha estat eliminada per l'últim període glacial. Els processos de dissolució s'han ampliat i ha aprofundit les grykes del paviment de pedra calcària. Les línies de debilitat preexistents a la roca (juntes verticals) han contribuït a la formació de fissures àmplies separades per clints (paviment pla, com les lloses). La carstificació de la roca facilita la formació d'un drenatge subterrani.

## Clima i agricultura
The Burren té un clima inusualment temperat. La temperatura de l'aire mitjana oscil·la entre 15 °C al juliol a 6 °C al gener. La temperatura del sòl no sol caure per sota de 6 °C (a finals de 2010, però, va registrar un prolongat període inusual de neu). Les pastures creixen una vegada la temperatura s'eleva per sobre de 6 °C, això significa que The Burren (com les veïns Illes Aran) és una de les zones amb les temporades més llargues de creixement de pastures a Irlanda o Gran Bretanya, i té com a resultat el creixement de plantes diverses i riques.
A finals de maig, és l'època a més assolellada, i probablement també el millor moment per veure les flors, amb les gencianes i alguns tipus d'orquídies.
Durant les operacions de guerrilla contra The Burren, el 1651-1652, Edmund Ludlow va dir: (The Burren) és un país on no hi ha aigua suficient per a ofegar una persona, ni tampoc fusta suficient per a penjar una persona, ni terra prou fonda com per enterrar... i no obstant això, el seu bestiar és molt gras, perquè l'herba que creix en clapes de terra, de dos o tres peus quadrats, que es troben entre les roques, que són de pedra calcària, és molt dolça i nutritiva.

## Cultura
The Burren té una llarga història de música tradicional irlandesa. És particularment conegut per l'"estil de West Clare" de l'acordió i el festival de música a Doolin.

## Esports
Els penya-segats de pedra calcària de The Burren, en particular els penya-segats del mar a Ailladie, són populars entre els escaladors. Per als espeleòlegs, hi ha una sèrie de coves a la zona, en particular, la de Pollnagollum. Doolin és un popular "campament base" per als espeleòlegs i és la llar d'una de les dues principals botigues de rescat de la cova de l'Irish Cave Rescue Organisation.

## Galeria

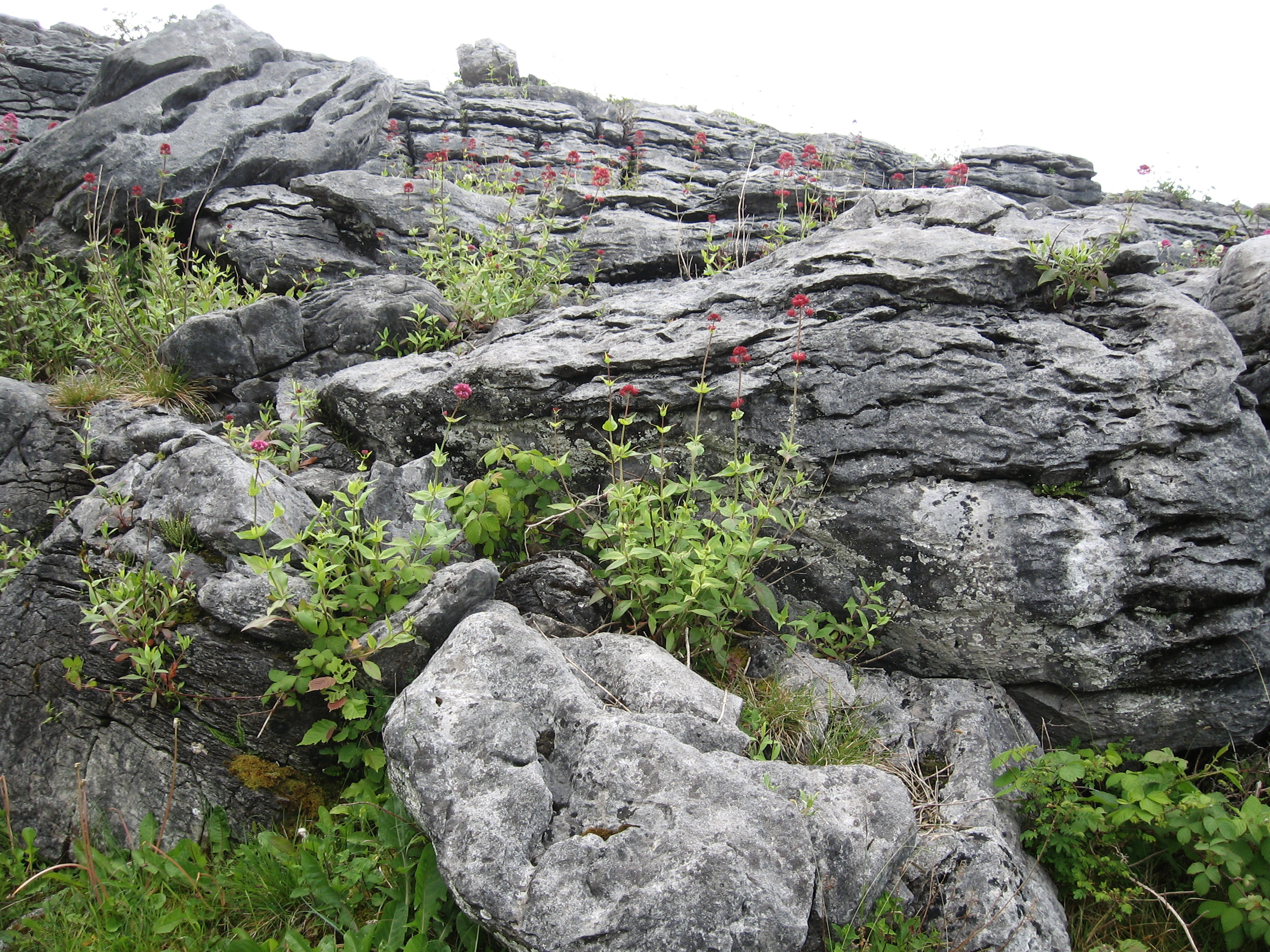
Flors entre les formacions de roques
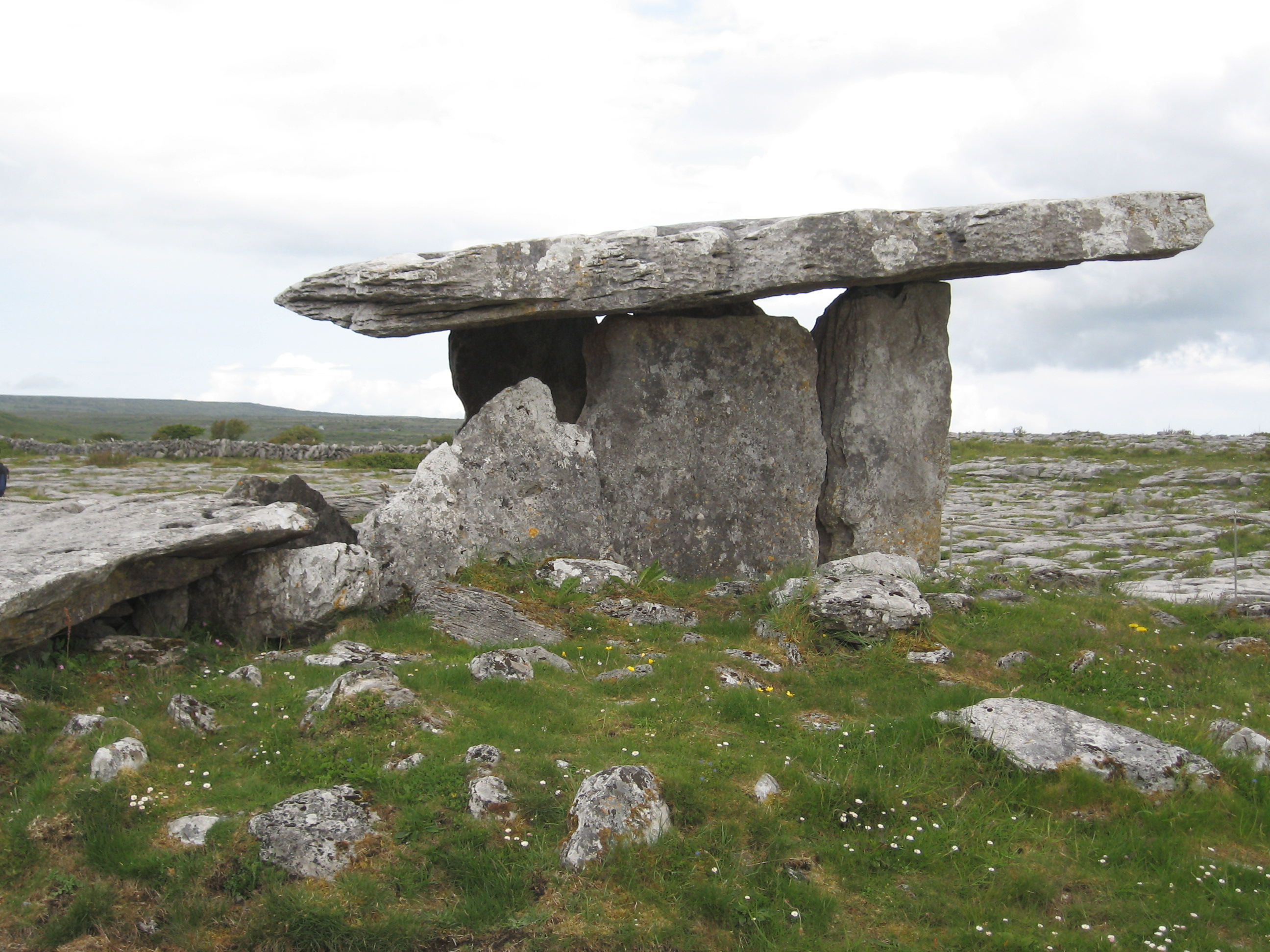
Dolmen de Poulnabrone
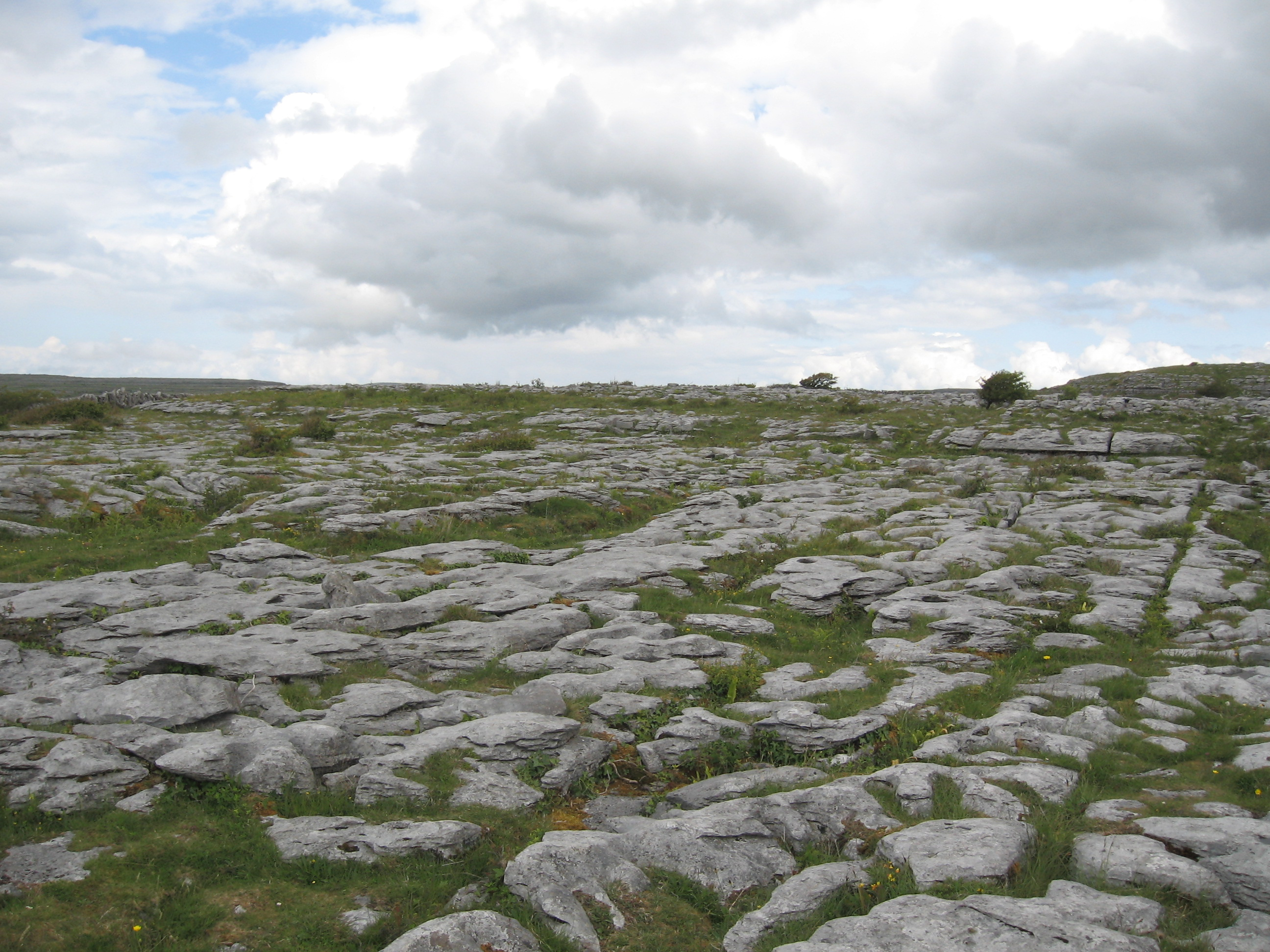
Vistes de The Burren
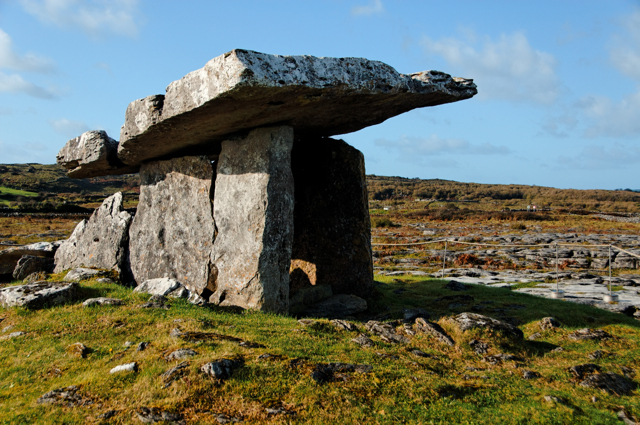
Dolmen de Poulnabrone
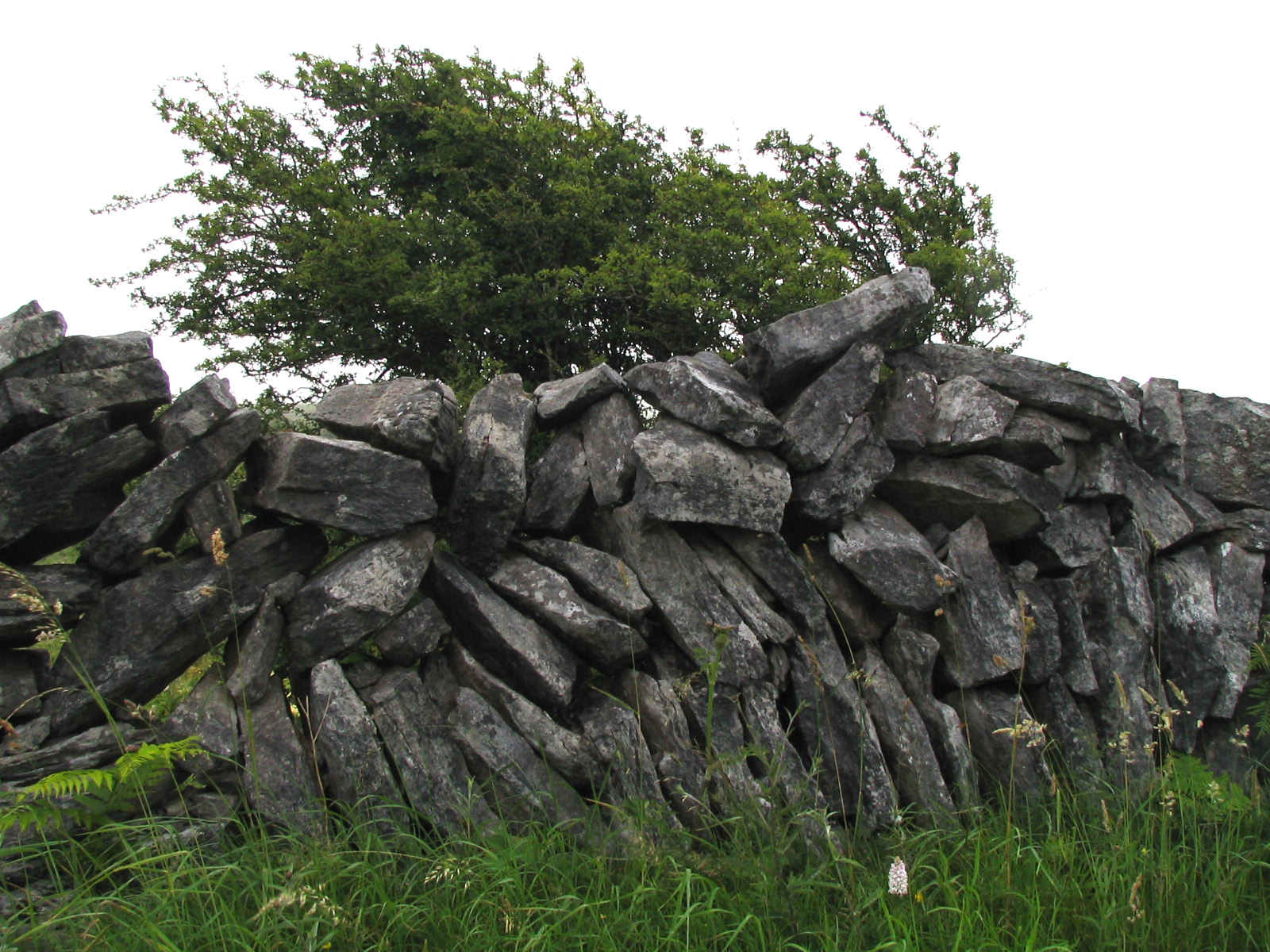
Tanca a The Burren
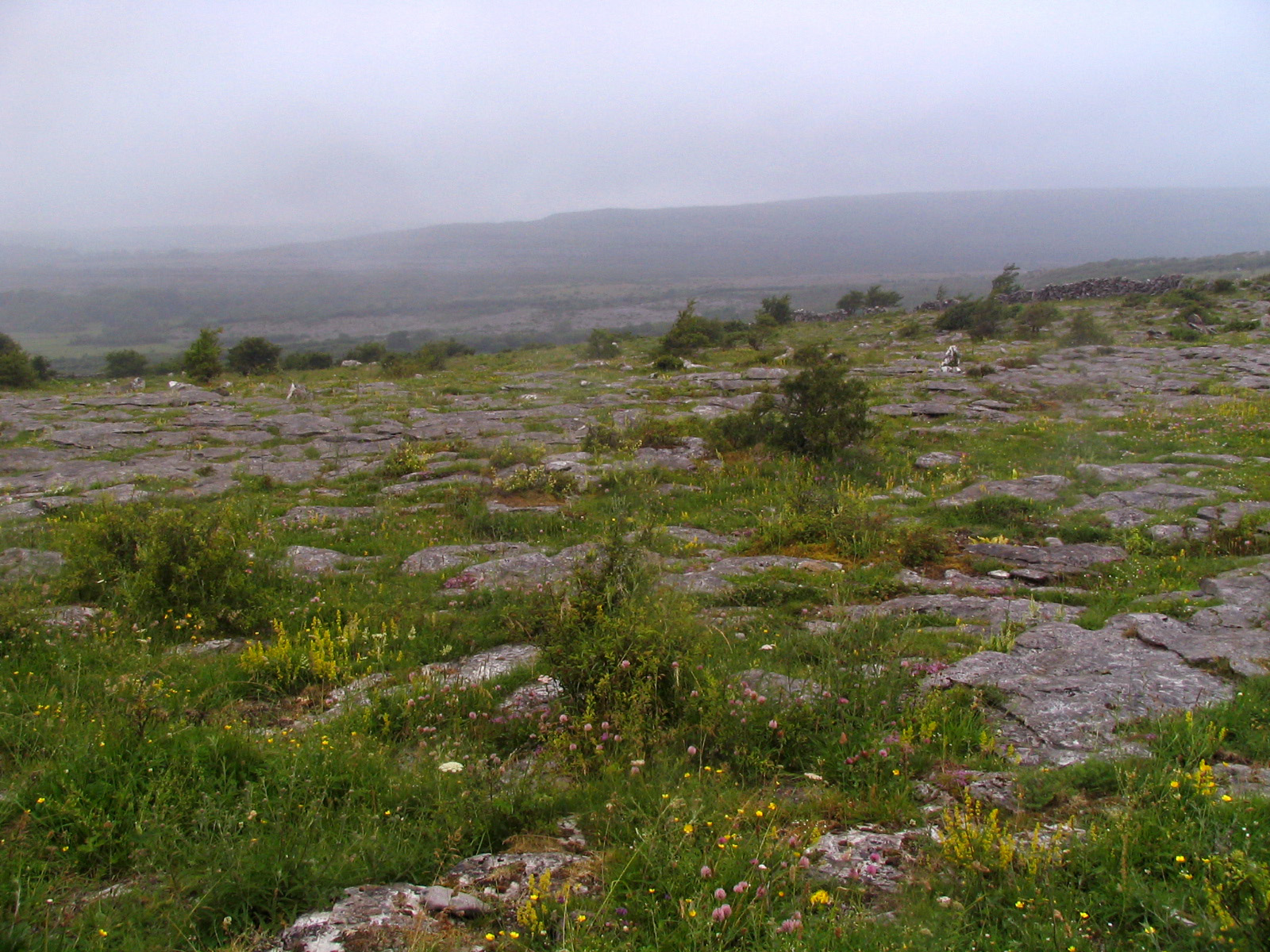
Paisatge càrstic
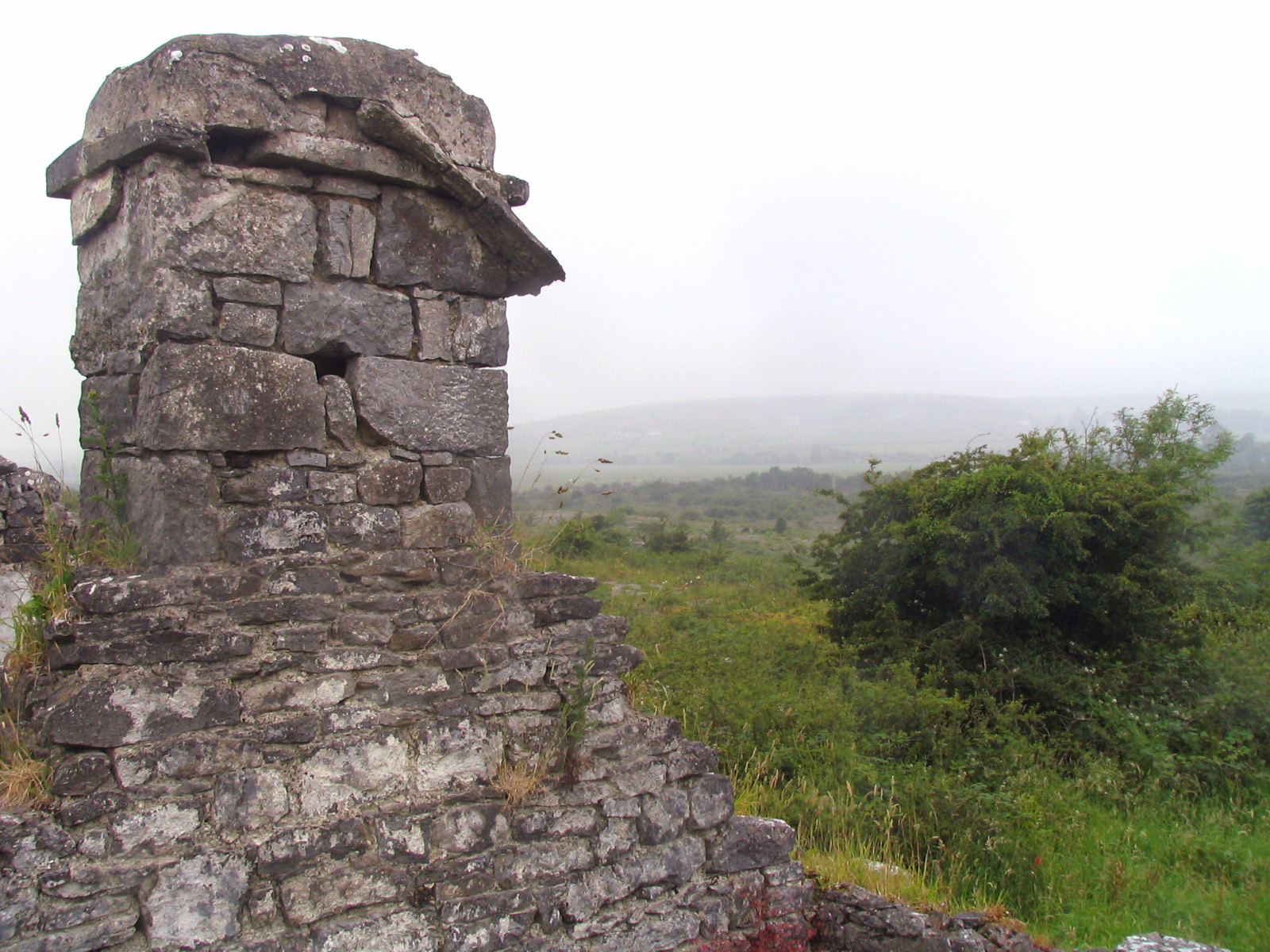
Monument de pedra
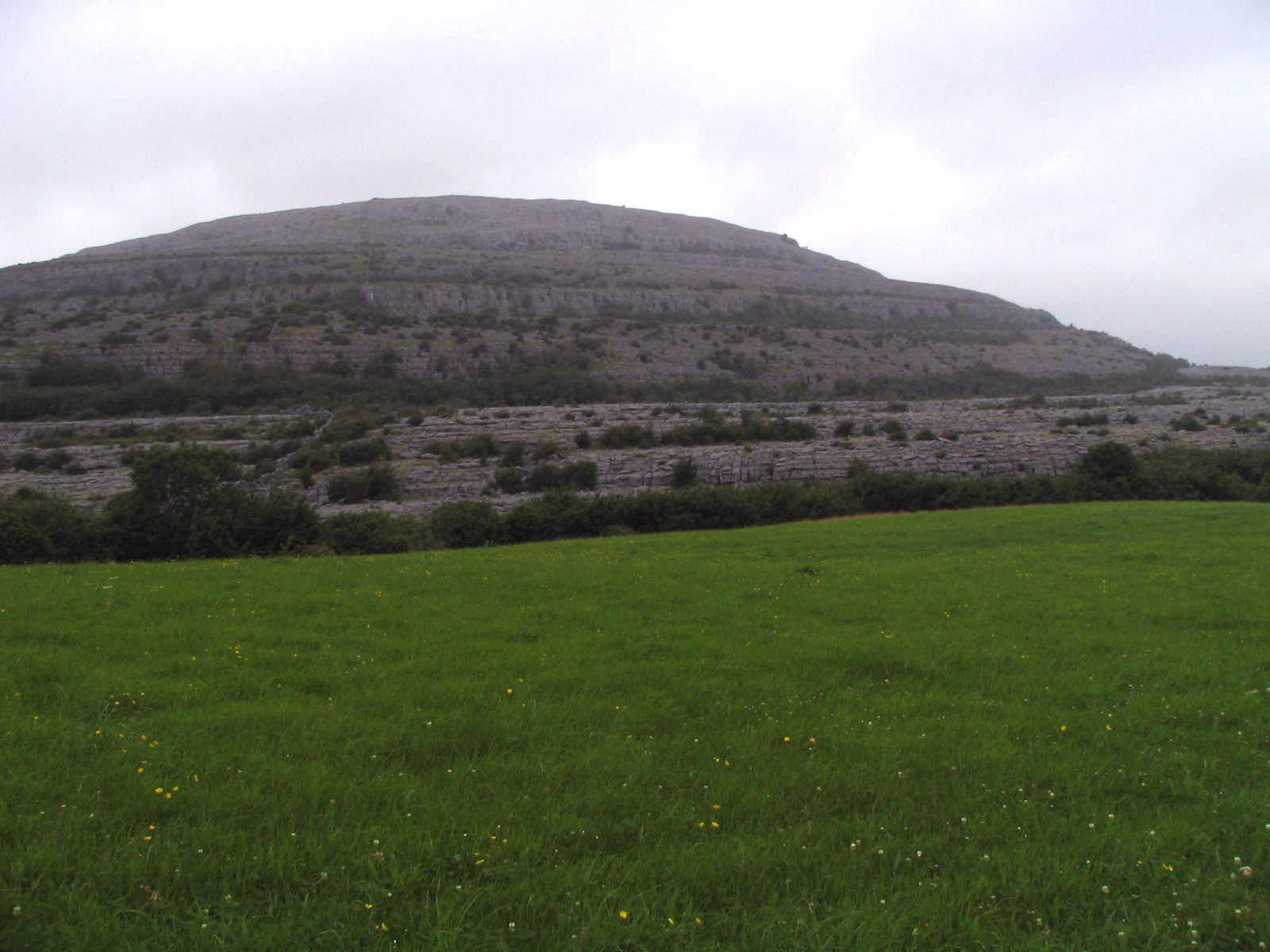
Turó càrstic al costat de la parròquia de Kilkeedy